# Площадь Карла Маркса (Брянск)
Пло́щадь Ка́рла Ма́ркса (историческое название — Красная площадь) — одна из старейших площадей города Брянска. Расположена в возвышенной части исторического центра города, при пересечении бульвара Гагарина и улицы Карла Маркса. Имеет форму квадрата со стороной около 160 м, повёрнутого в соответствии с планировкой города на 36° по отношению к сторонам света. Рельеф площади плоский, с небольшим общим наклоном с северо-запада на юго-восток (разница высот до 2,5 м).
Площадь не имеет транспортного значения и традиционно является местом массовых праздничных мероприятий (новогодние и масленичные гуляния, отдельные ярмарки — например, медовая), а также используется для проведения митингов, пикетов и тому подобных акций политической оппозиции (главным образом КПРФ) и профсоюзов, несмотря на попытки запрета со стороны властей.
Центральная часть площади занята Круглым сквером, несколько смещённым по продольной оси площади к юго-востоку.

## История и название площади
Современная площадь Карла Маркса впервые показана как проектируемая на регулярном плане города, утверждённом Екатериной II в 1780 году. На плане 1791 года запроектированная площадь показана уже в нынешних границах; указано и её название — Красная площадь. Сюда планировалось перенести общественно-торговый центр города, возвести здания магистрата, торговых учреждений и присутственных мест:76. Однако все деревянные постройки того времени были уничтожены последующими пожарами, при крупнейших из которых — 1792 и 1875 гг. — сгорала практически вся центральная часть города:77.
Под названием «Красная» площадь была известна вплоть до установления Советской власти; около 1920 года переименована в честь немецкого экономиста и философа Карла Маркса. Примерно в то же время название «Красная» было присвоено бывшей Церковной площади в нынешнем Фокинском районе Брянска:37 (ныне — площадь имени Фокина).
Во время оккупации города в годы Великой Отечественной войны (с 1941 по 1943) площадь Карла Маркса временно носила имя Глинки.:47
С 1990-х годов обсуждается вопрос о восстановлении исторического названия площади. Ожидается, что окончательное решение этого вопроса будет связано с предстоящей реконструкцией площади.
К началу XX века площадь частично (вдоль зданий) была замощена булыжником; в 1930-е годы полностью покрыта асфальтом; в настоящее время Круглый сквер и частично площадь (перед зданием Областной думы) замощены тротуарной плиткой.
Важных исторических событий с этой площадью не связано.

## Планировка
1 — Брянская областная Дума
2 — Бывшая женская гимназия (ныне административное здание)
3 — Областная библиотека имени Ф. И. Тютчева
4 — Гостиница «Центральная» (бывшая гостиница «Чернигов»)
5 — Старый корпус поликлиники
6 — Дом связи (Главпочтамт)
7 — Администрация Советского района
8 — «Винный за́мок»
9 — Кафе «Ветерок»

## Круглый сквер
В конце XIX века малоиспользуемая центральная часть площади была благоустроена в виде сквера, в центре которого был сооружён один из первых в городе фонтанов. В первое время своего существования сквер назывался просто «Городским»; в последующем, по его форме, получило широкое использование неофициальное название «Круглый сквер». В официальных документах сквер, по названию площади, часто также называют «сквером имени Карла Маркса». Сквер отделён от площади невысоким парапетом, отделанным гранитом. Диаметр Круглого сквера составляет около 110 м.
Фонтан в Круглом сквере неоднократно подвергался реконструкции, но во все времена сохранял круглую форму (современный диаметр — около 12 м) и оформление природным камнем. Вокруг фонтана установлено три торговых киоска, а с четвёртой стороны размещается кафе «Ветерок», отнесённое вглубь от центра сквера (обычное парковое кафе с застеклённым фасадом, сооружено по типовому проекту около 1970 года, полностью реконструировано в 2012 году).
- Вид фонтана в Круглом сквере в разные периоды его существования:
- Начало XX века
- Середина XX века
- Начало XXI века

Будучи удалён от транспортных потоков, Круглый сквер является одним из удобных мест отдыха; особенно популярен среди молодёжи.
Растительный мир Круглого сквера довольно богат: здесь растут каштан, тополь, липа, клён, ясень, голубая ель и другие породы. Средний возраст деревьев — 50-60 лет. Вдоль центральных дорожек сквера в большом количестве высажена туя, а по внешней окружности — сирень.
Круглый сквер традиционно является местом установки главной городской новогодней ёлки.
В связи с неприятием частью городской общественности идеи о восстановлении памятника Павлу Могилевцеву на его исконном месте в бывшем Павловском парке, рассматривается возможность увековечения памяти этого известного брянского мецената путём установки памятника ему (возможно, совместно с братом Семёном) в Круглом сквере, напротив сохранившегося здания бывшей женской гимназии — крупнейшего их подарка городу.

## Архитектура
Современный архитектурный ансамбль площади сформировался в период с конца XIX до середины XX века; при этом каждое здание является памятником архитектуры. Несмотря на различия в стилях, в целом застройка площади смотрится гармонично, поскольку практически все здания имеют три этажа и примерно равную высоту. Здания сгруппированы попарно во внутренних углах площади — как правило, вплотную примыкая друг к другу (за исключением восточного угла). Покатый рельеф площади предопределяет наличие у многих зданий цокольного этажа.

### Южный угол
Два здания, образующие этот угол, построены в различных архитектурных стилях, но при этом соединены друг с другом коридорами этажей, так как при Советской власти использовались в качестве соответственно областного и городского комитетов КПСС. Кроме того, оба здания имеют один почтовый адрес — пл. Карла Маркса, 2.:21
- памятник архитектуры (региональный)
 Здание Брянской областной Думы (архитектор Б. П. Шавырин, 1955).[10]:21 
 Величественное трёхэтажное здание в стиле ретроспективной классики, изначально проектировавшееся для Брянского обкома КПСС. 
 Здание Г-образной формы (крыло с залом заседаний выходит во двор) украшено двумя колонными портиками (со стороны площади и со стороны бульвара Гагарина), увенчанными треугольными фронтонами. Декоративная лепнина со стороны двора сохраняет изображения советской символики. 
 После приостановки деятельности КПСС в 1991 году, это здание использовалось для размещения Брянской товарно-фондовой биржи; с 1994 года занято Брянской областной Думой. 
 До Великой Отечественной войны на месте нынешней областной думы располагалось здание Орловского Коммерческого банка.

- памятник архитектуры (региональный) 
 Здание бывшей женской гимназии (архитектор Н. А. Лебедев, 1907).[10]:21 
Одно из наиболее примечательных зданий города, построенное более 100 лет назад из красного и белого кирпича в неорусском стиле. Трёхэтажное Г-образное сооружение состоит из двух симметрично расположенных корпусов, ориентированных вдоль улицы и площади и соединённых скруглённой угловой частью. Фасад украшен филигранной кирпичной выкладкой архитектурных деталей, напоминающих резьбу по дереву[4]:94.
 Здание было построено на средства братьев Могилевцевых и подарено городу в 1907 году[11] для использования под женскую гимназию, однако в годы гражданской войны здесь разместился штаб 14-й армии РККА, а позднее — Брянский горком КПСС и редакция газеты «Брянский рабочий».
 При послевоенной реконструкции площади, ввиду постройки примыкающего здания Брянского обкома КПСС в стиле классицизма, предполагалось изменить фасад здания бывшей гимназии также в пользу этого стиля[12]:39; однако этот проект не был осуществлён, если не считать пристроенный к угловой части гимназии одноэтажный входной тамбур, несущий черты классицизма и потому диссонирующий с основным зданием. 
 После аварии на Чернобыльской АЭС, повлёкшей значительное радиационное загрязнение преимущественно территории Брянской области, Законом РСФСР от 19 сентября 1990 года № 172-I был образован Государственный комитет РСФСР по ликвидации последствий аварии на Чернобыльской АЭС, месторасположением которого был официально утверждён г. Брянск[13]. Для размещения Госкомчернобыля в Брянске было выделено именно это здание; до настоящего времени здесь размещается ГУ «Брянское территориальное управление по вопросам Чернобыля»[14] и редакция общероссийской газеты «Российский Чернобыль»[15]. Одновременно в этом же здании размещаются отдельные региональные органы государственной власти (в настоящее время — территориальное управление Росимущества)[16]. 
На здании установлены 4 мемориальные доски, посвящённые: самому зданию как памятнику архитектуры; размещавшемуся в нём штабу 14-й армии; архитектору Н. А. Лебедеву; меценатам братьям Могилевцевым.

### Западный угол
Образован двумя зданиями в стиле неоклассицизма, возведёнными в послевоенные годы на месте разрушенных одноэтажных каменных зданий конца XIX века — Общественного собрания и Городской Думы. Между ныне существующими зданиями предусмотрена невысокая арка с колоннами, ведущая в сквер имени Тютчева.
- памятник архитектуры (региональный) 
 Пл. Карла Маркса, 5. Брянская областная библиотека (архитекторы В. Н. Городков и А. Э. Фридман, 1957).[10]:21 
 Г-образное кирпичное оштукатуренное здание, расположенное симметрично зданию женской гимназии, также имеет скруглённую угловую часть. Нарядно оформлен и задний фасад, обращённый к скверу Тютчева; главное его украшение — витраж вдоль главной внутренней лестницы, сделанный почти во всю высоту здания. 
В 2003—2004 годах был осуществлён капитальный ремонт здания библиотеки с применением современных строительных технологий, не нарушивший её первоначального архитектурного облика.[17]
Ранее на этом месте находилось здание городского Общественного собрания.

- памятник архитектуры (региональный)
 Пл. Карла Маркса, 7. Гостиница «Центральная» (архитектор Б. П. Шавырин, 1947—1949[4]:65; по другим источникам — архитектор А. А. Саломахин[12]:40, год постройки 1957[18]; мемориальная доска с соответствующей информацией на здании отсутствует). Здание гостиницы сложной конфигурации, имеет три основных фасада (обращённые к площади, бульвару и скверу Тютчева); центральный вход оформлен колонным портиком с фронтоном. 
 Была сооружена в числе важнейших объектов восстанавливаемого после войны города, поскольку единственная имевшаяся в то время гостиница (позднее известная под названием «Коммунальная»; ныне не существует) размещалась в здании постройки XIX века. 
Новая главная городская гостиница первоначально называлась «Центральная». В 1992 году, после распада СССР, ещё до официального установления статуса городов-побратимов, Брянск и украинский Чернигов договорились о взаимном присвоении наименований «Брянск» и «Чернигов» существующим гостиницам в Чернигове и Брянске соответственно. Так в Брянске появилась гостиница «Чернигов», а в Чернигове — гостиница «Брянск»[19]. Капитально отремонтирована с оформлением в национальном стиле к 1995 году; к настоящему времени является одной из лучших гостиниц города.[18]
Ранее на этом месте находилось здание Брянской городской Думы с выразительной каланчой.

### Северный угол
Образован двумя довоенными зданиями эпохи конструктивизма, восстановленными и частично перестроенными в послевоенные годы. Архитектор обоих проектов — А. З. Гринберг.
- памятник архитектуры (региональный)
 Бульвар Гагарина, 16. Поликлиника (корпус № 3).
 Одно из первых общественных зданий советского периода в городе; сооружено в 1924—1927 гг. как центральная городская поликлиника. Состоит из трёх поставленных под прямым углом корпусов с высоким цоколем, имеет три этажа и подвал. Главный вход ранее украшал монументальный портик из четырёх квадратных столбов с бетонным парапетом балкона над ними, разобранный в 1962 году.[4]:132-133 
В настоящее время в здании располагается ряд служб городской поликлиники № 4 (в том числе — женская консультация и травмпункт), а также центральная станция скорой помощи. Из прежней отделки до настоящего времени сохранились ограждения лестниц из латунных труб с дубовыми поручнями и стойками. 
Ранее на месте этого здания находился Сад народной трезвости.[20]:8

- памятник архитектуры (региональный)
 Пл. Карла Маркса, 9. Дом связи (Главпочтамт). 
 Возведён в 1930—1931 гг.;[10]:21 сгоревшее в годы войны здание восстановлено в 1945—1946 гг. Асимметричная объёмная композиция изначально состояла из трёх разновеликих прямоугольных объёмов: выступающего башнеобразного параллелепипеда с главным входом и примыкающих к нему вытянутого двухэтажного корпуса слева и четырёхэтажного корпуса справа, ориентированного перпендикулярно площади (вдоль улицы Карла Маркса). В 1962—1964 гг. левая часть здания была надстроена третьим этажом, а со стороны двора пристроено новое пятиэтажное крыло.[4]:119-120 Ныне здесь размещается областное Управление федеральной почтовой связи, городское отделение связи № 50, территориальный орган Роскомнадзора и другие организации схожего профиля. 
До возведения Дома связи, этот участок был занят частной застройкой.

### Восточный угол
Образован двумя зданиями конца XIX века, построенными в популярном тогда кирпичном стиле. Оба здания ранее входили в комплекс так называемого «Винного за́мка» (ныне ОАО «Брянскспиртпром»); между ними имеется широкий проезд, ведущий во двор административного здания и на территорию предприятия.
- памятник архитектуры (региональный)
 Ул. Карла Маркса, 10. Административное здание (конец XIX века)[10]:22. 
Двухэтажное прямоугольное в плане здание с цокольным этажом, сооружено из красного кирпича (не окрашено), имеет богатый декор кирпичной кладки. Справа к зданию примыкает одноэтажная служебная пристройка в том же стиле. Вытянуто вдоль площади, но главный вход расположен с торца здания (со стороны улицы). Изначально было построено для нужд расположенного рядом спиртзавода; с установлением Советской власти передано для нужд города.[4]:126 В настоящее время занято администрацией Советского района г. Брянска.

- памятник архитектуры (региональный)
 Бульвар Гагарина, 14. «Винный за́мок» (1899)[10]:15. 
Один из ярких образцов промышленной архитектуры в Брянске; входит в комплекс административных и производственных сооружений ОАО «Брянскспиртпром», построенный свыше 100 лет назад. Возведено из кирпича и окрашено (частично побелено) по кладке. Основу сложной планировочной композиции составляет крупный двухэтажный корпус, левая часть которого имеет четыре этажа (последний этаж, скорее, технический) и увенчана небольшим полукруглым фронтоном по центру. Позднее были добавлены боковые одноэтажные пристройки, составляющие единое целое с основным зданием. Обильный фасадный декор с использованием многообразных мелких деталей типичен для кирпичного стиля.[4]:135-136
 В ходе послевоенной реконструкции площади, ввиду постройки рядом здания Брянского обкома КПСС (см. выше), предполагалось украсить боковой фасад «Винного замка» симметричным ему портиком в классическом стиле, однако этот проект был отложен на будущее[12]:39.
 В 1970-е годы при благоустройстве города по периметру площади были высажены молодые ели, которые сегодня достигли высоты более 10 м и значительно заслоняют застройку. Особенно это сказывается на внешнем виде «Винного замка», который практически полностью скрыт деревьями.

## Транспорт
Сквозное движение через площадь запрещено, однако имеются два тупиковых въезда на площадь по улице Карла Маркса (с обеих сторон). Въезд со стороны бульвара Гагарина и круговое движение по площади запрещают дорожные знаки и разметка.
Проезд общественным транспортом всех видов — до остановки «Площадь Ленина», далее около 100 м по бульвару Гагарина вниз.